# Khalida Brohi

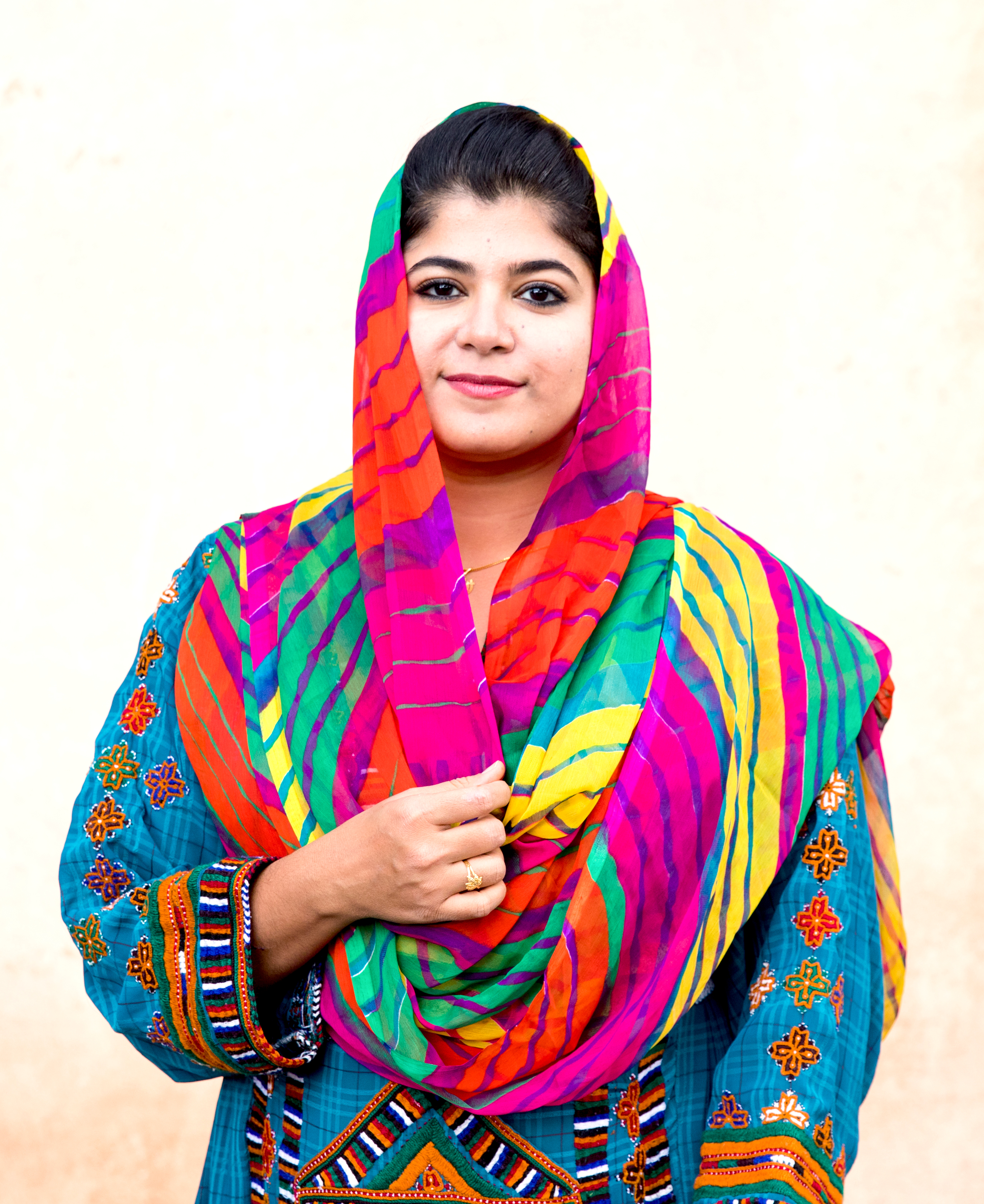
Khalida Brohi 2018

Khalida Brohi (geboren 1988 in Hyderabad, Sindh, Pakistan) ist eine pakistanisch-US-amerikanische Frauenrechtlerin und eine Sozialunternehmerin. Sie gehört dem Volk der Brahui an, einem indigenen Stamm in Belutschistan, und hat sich nach ihrer Heirat in den Vereinigten Staaten niedergelassen.

## Leben

### Jugend
Khalida Brohi wuchs in einem kleinen Dorf in der Provinz Belutschistan (Pakistan) auf. Ihre Eltern waren in einer so genannten Tauschheirat (watta satta) verheiratet worden. Ihre Mutter war damals 9 Jahre alt, ihr Vater war 13. Brohi, die Zweitälteste, wurde zwei Jahre später geboren. Brohi wuchs in Armut auf, aber ihre Eltern waren bestrebt, ihren Kindern Chancen zu geben, die sie selbst nie hatten. So war sie das erste Mädchen in ihrem Dorf, das die Schule besuchte. Da der Großvater auch Brohi als Kinderbraut verheiraten wollte, stellten sich ihre Eltern gegen die Tradition und zogen aus dem Lehmhaus, das sie mit ihrer Großfamilie in Kotri bewohnten, in die Stadt Hyderabad in der Provinz Sindh. Dort lebten sie in einer Slumsiedlung. Ihr Vater übte eine Reihe von Jobs aus, unter anderem als Teilzeitjournalist, um umgerechnet nur 6 Dollar im Monat zu verdienen. In Hyderabad wurden Brohi und ihr Bruder mit dem wenigen Geld, das ihr Vater verdiente, zur Schule geschickt. Die Familie wuchs und zog noch viele Male um, bis sie schließlich in den Slums von Karatschi landete, wo Brohi ihre Ausbildung fortsetzte.

### Aktivismus gegen Ehrenmorde
Brohi hatte geplant, Medizin zu studieren und die erste Ärztin ihres Stammes zu werden. Da änderte ein Ereignis alles: Ihre Freundin und Cousine war ermordet worden, weil sie einen Mann heiraten wollte, den sie liebte, und nicht den, den ihre Familie für sie ausgewählt hatte. Brohi war damals sechzehn Jahre alt und beschloss, die Schule zu verlassen und Gerechtigkeit einzufordern für ihre Cousine und alle Frauen und Mädchen, die Opfer von Ehrenmorden werden. Brohi begann Gedichte über ihre Erfahrungen zu schreiben, die sie bei Veranstaltungen vorlas.
Schon bald wurde Brohi von Organisationen entdeckt, die sich für die Rechte der Frauen einsetzen, und wurde zu Konferenzen und Workshops eingeladen, die sich mit der Beendigung von Ehrenmorden und häuslicher Gewalt befassten. Über Facebook organisierte Brohi WAKE UP-Kundgebungen, um Druck auf die pakistanische Regierung auszuüben, damit diese die Gesetzeslücken schließe, die Ehrenmorde und häusliche Gewalt ermöglichen. Ihre Facebook-Kampagne erhielt Tausende von internationalen Anhängern und führte zu zahlreichen Demonstrationen. Es gelang ihr, das Bewusstsein für das Problem der Ehrenmorde sowohl im Inland als auch im Ausland zu schärfen. Im Jahr 2006 wurde mit dem Society Act der Schutz für Frauen erweitert. Im Jahr 2008 schloss sie sich WAKE UP an, einer internationalen Organisation, die sich für die Beendigung häuslicher Gewalt einsetzt.
Trotz des Erfolgs der WAKE UP-Kampagne erkannte Brohi, dass das Bewusstsein, das sie in Karatschi und weltweit schuf, die Frauen und Gemeinschaften, die unter häuslicher Gewalt und dem Brauch der Ehrenmorde litten, nicht ausreichte. So rief Brohi das Youth and Gender Development Program (YGDP) ins Leben. Diese Initiative begann als wöchentliches Treffen junger Frauen, um über wirtschaftliche Möglichkeiten in ihren Gemeinden zu diskutieren. Mit Unterstützung des UN-Menschenrechtsrats (UNHRC) wurde das Programm jedoch schnell zu einem Qualifizierungsprogramm für Frauen und Männer ausgeweitet, in dem Computer- und Handwerkskenntnisse vermittelt und die Teilnehmer gleichzeitig über die Rechte der Frauen vor dem Gesetz und im Islam aufgeklärt wurden. Der Erfolg des Programms inspirierte Brohi dazu, die Idee zu erweitern und eine Organisation mit größerer Reichweite zu gründen, was zur Gründung von Sughar im Jahr 2009 führte.

### Sughar – Soziales Unternehmertum
Brohi erinnert sich, dass ihr Vater ihr sagte: "Nicht weinen, strategisch denken". Sie gründete die Sughar Empowerment Society, eine gemeinnützige Organisation, die Frauen in Pakistan dabei hilft, Fertigkeiten für "wirtschaftliches und persönliches Wachstum" zu erlernen. Sughar bedeutet auf Urdu "geschickte, selbstbewusste Frau". Die Sughar Empowerment Society bietet Frauen in den Dörfern Pakistans ein Einkommen aus ihrer Arbeit und die Möglichkeit, "negative kulturelle Überzeugungen durch Bildung und Informationen über Frauenrechte in Frage zu stellen". Die Gruppe ermöglicht es Brohi, kulturelle Handlungsweisen von innen heraus zu verändern. Im Jahr 2013 gab es 23 Zentren, in denen 800 Frauen über "Gleichberechtigung der Geschlechter, Verhinderung häuslicher Gewalt, Bildung für Mädchen und Frauenrechte" lernen, während sie gleichzeitig Waren herstellen, die verkauft werden sollen. Die von den Frauen gefertigten Handarbeiten sind traditionelle Stickereien, die dann an die Modeindustrie verkauft werden. Brohi möchte innerhalb der nächsten zehn Jahre eine Million Frauen in Sughar aufnehmen, sagte sie 2013. Während Brohi für ihren Aktivismus sowohl innerhalb als auch außerhalb Pakistans gelobt wurde, ist sie für ihre Arbeit auch mit Gewalt bedroht worden, unter anderem durch Schüsse und Bombenanschläge.
Eine der Initiativen der Sughar war die Gründung einer Stammesmodemarke mit dem Namen Nomads, deren Produkte von den Sughar-Frauen hergestellt werden. Nomads debütierte 2012 mit einer international beachteten Modenschau.
2015 heiratete Brohi David Barron, einen zum Islam konvertierten Amerikaner, in einer aufgrund ihrer unterschiedlichen kulturellen und sozialen Hintergründe seltenen Liebesheirat. Gemeinsam gründete das Paar The Chai Spot in Sedona, Arizona, ein friedensstiftendes Sozialunternehmen, das sich auf die Förderung pakistanischer Kunst und Gastfreundschaft konzentriert und gleichzeitig Frauen und Jugendlichen in Pakistan Aufstiegschancen bietet. Im Jahr 2018 eröffneten Khalida und David ihren zweiten Chai Spot in Manhattan.

## Preise und Ehrungen
- 2008: YouthActionNet® Young Social Entrepreneur Fellowship Award
- 2008: Ashoka Staples Young Social Entrepreneur Competition Finalist 2008
- 2010: Young Champion Award von National University Singapore
- 2010: Unseasonable Fellowship Award des The Unreasonable Institute
- 2012: Young Women in Business Award von Women Development Department Government of Sindh, Pakistan
- 2012: Azm-e-Alishan (Magnificent Goal) Award von TV-ONE Channel Pakistan
- 2013: MIT Media Lab Director's Fellow Program Alumna[6][7]
- 2013: Dokumentarfilm Humaira von Sharmeen Obaid-Chinoy über Humaira Bachal and Khalida Brohi[8]
- 2014: Martin Luther King Angel Award von The King Center
- 2014: Women of Excellence Award von Ladies Fund Pakistan
- 2014: Forbes 30 Under 30: Soziales Unternehmertum
- 2014: Dokumentarfilm von Sharmeen Obaid-Chinoy über Brohi, Seeds of Change, der 2014 anlief.???
- 2016: Forbes 30 unter 30: Soziales Unternehmertum[9]
- 2016: The Buffett Institute's Emerging Global Leader Award der Northwestern University

## Veröffentlichung
- Khalida Brohi: I should Have Honor. A Memoir of Hope and Pride in Pakistan. Random House, New York 2018, ISBN 978-0-399-58801-3.